# Michael T. Madison
Michael "Mike" T. Madison (1948) es un botánico, explorador, y profesor estadounidense.

## Honores

### Epónimos
- (Ericaceae) Ceratostema madisonii Luteyn[4]

- (Orchidaceae) Acianthera madisonii (Luer) Pridgeon & M.W.Chase[5]

- (Viscaceae) Phoradendron madisonii Kuijt[6]

- La abreviatura «Madison» se emplea para indicar a Michael T. Madison como autoridad en la descripción y clasificación científica de los vegetales.[7]